# Cyklistická trasa 0017
Cyklotrasa 0017 je 31 kilometrů dlouhá cyklistická trasa okolo Kladna.

## Trasa
Prochází kladenskou městskou částí Ostrovec, odkud vede lesem směrem na Libušín. Tam se stáčí na Srby, kde uhybá u nádraží Kamenné Žehrovice, načež vede lesem a poli mezi Kladnem a Velkou Dobrou, kolem mrazíren La Lorraine a Velkým Přítočnem až do Kročehlav ke koupališti Bažantice. Projíždí kročehavské sídliště a lesem směřuje ke Dříni, pak přes Újezd do Vrapic a odtud do kopce k Čabárně. Tam opět zatáčí na Švermov, odkud se vrací zpět na Ostrovec.

## Odbočky
- Vinařice - cyklostezka odbočuje z rozcestí Na Cimrmanském
- Srby, Turyňský rybník - odbočka 8284 od nádraží Kamenné Žehrovice
- Lány, Tuchlovice, Kačice - po stezce pro cyklisty a bruslaře 8185 od nádraží Kamenné Žehrovice
- Doksy - po cyklostezce 0018, která se napojuje po výjezdu z lesa směrem od nádraží Kamenné Žehrovice
- Velká Dobrá - po cyklostezce 0017A, která se napojuje v polích mezi Kladnem a Velkou Dobrou
- Sletiště - po stezce značené Sletiště, která se napojuje v polích mezi Kladnem a Velkou Dobrou
- Netřeby, Hřebeč, Lidice - po cyklostezce 0018 od odbočky k Bažantici
- Buštěhrad - po turistické trase od hřbitova u Vrapic
- Olšany - po cyklotrase od Čabárny

## Zábava na cestě
- bruslařská dráha u nádraží Kamenné Žehrovice

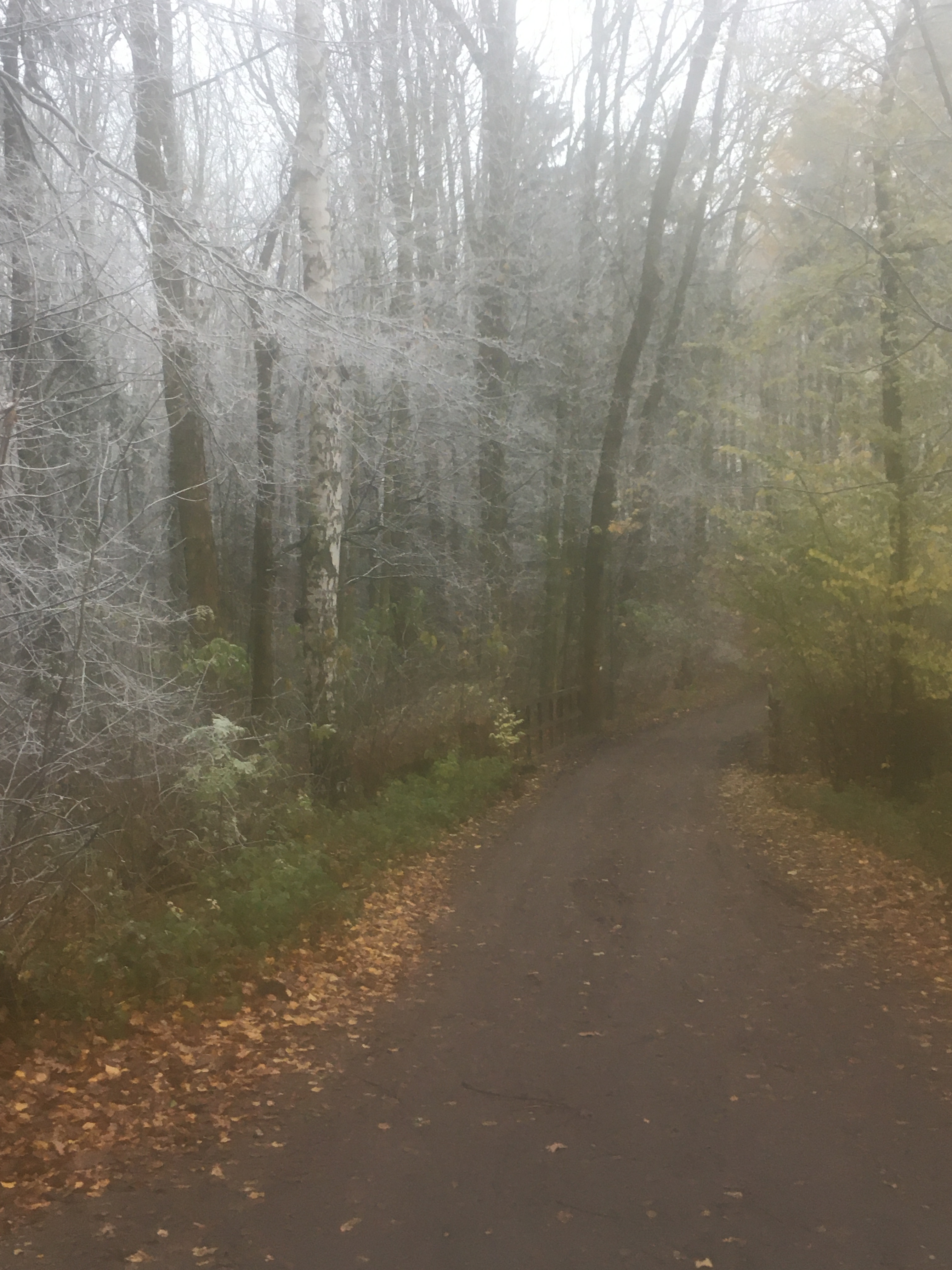
Cyklostezka v lese u koupaliště Bažantice

- sportovní areál Sletiště
- Vodní park Čabárna
- pumptrack na Ostrovci
- koupaliště Bažantice
- Turyňský rybníkCyklostezka v lese u koupaliště Bažantice

## Náročnost
Cyklostezka jako taková není příliš náročná a navíc není nutné ji absolvovat celou, neboť v několika místa místech lze odbočit do Kladna a tam po vnitroměstské cyklostezce dojet zpět na start. Jinak jsou na trati 4 větší stoupání:
- směrem od nádraží Kamenné Žehrovice k Libušínu po asfaltové nepříliš frekventované silnici
- směrem od Velkého přítočna k La Lorraine po frekventované asfaltové silnici
- směrem od Vrapic ke hřbitovu po lesní asfaltové cestě v horším stavu
- směrem od Vrapic k Čabárně po asfaltové středně frekventované klikaté silnici

Pokud pojedete ve směru Ostrovec - nádraží Kamenné Žehrovice - Bažantice - Vrapice, pojedete jen poslední zmiňované stoupání směrem nahoru.